# シガマリ・ディアッラ
シガマリ・ディアッラ（フランス語: Sigamary Diarra、1984年1月10日 - ）は、フランスとマリ共和国の元サッカー選手。元マリ代表。現役時代のポジションはMF。

## クラブ歴
SMカーンの下部組織からリーグ・ドゥのトップチームに昇格後、FCソショーでリーグ・アンデビューしたものの出場機会は乏しかった。スタッド・ラヴァルに移籍したが、ここではフランス全国選手権に降格した。フランス全国選手権在籍中に同リーグのトゥールFCに移籍しリーグ・ドゥ再昇格。2009年にリーグ・アンのFCロリアンに移籍。その後、ACアジャクシオを経てヴァランシエンヌFCに移籍した。2018年に現役を引退した。

## 代表歴
2004年4月28日に行われたチュニジア代表との親善試合でマリ代表初出場。